# Karlsfried

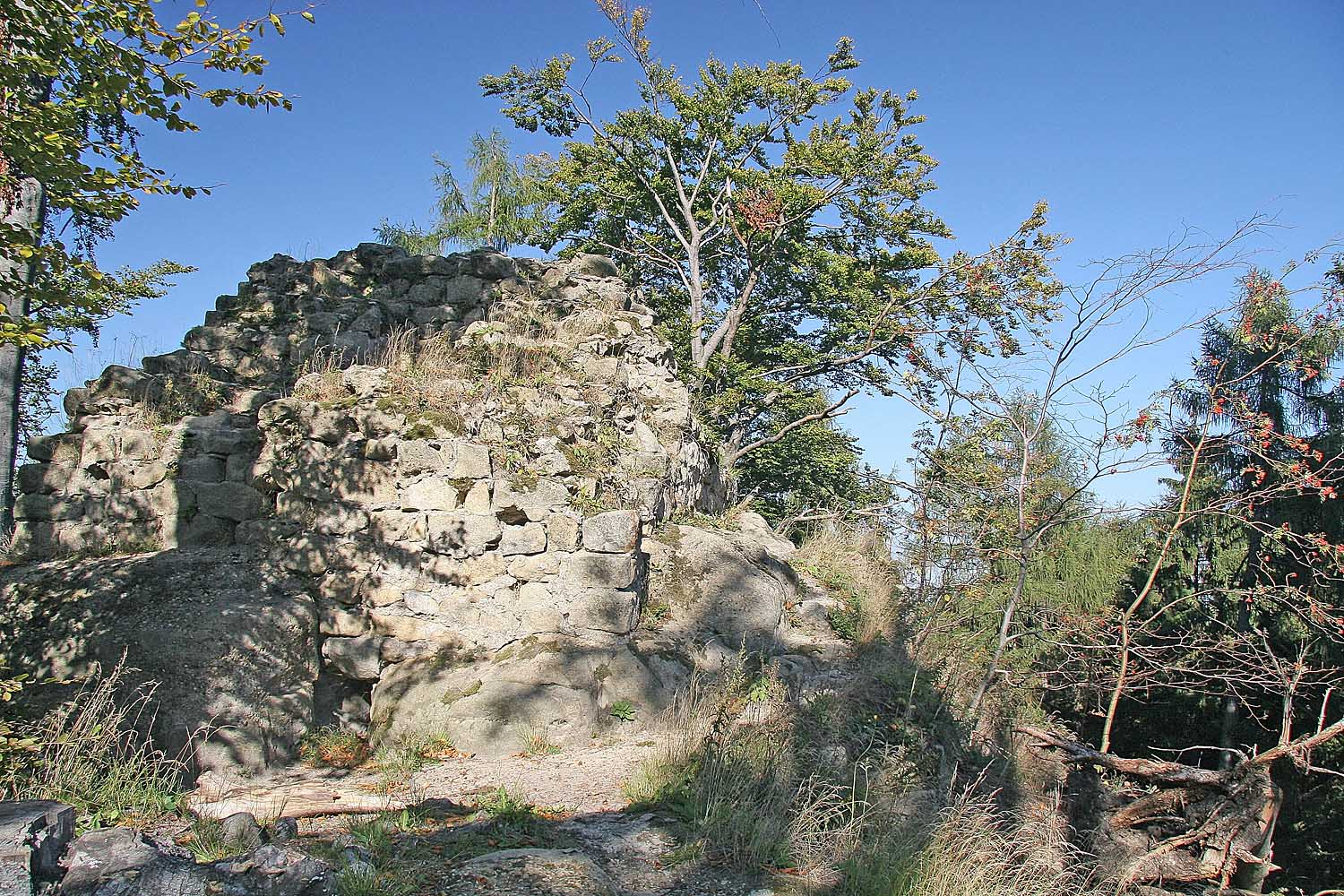
Karlsfried

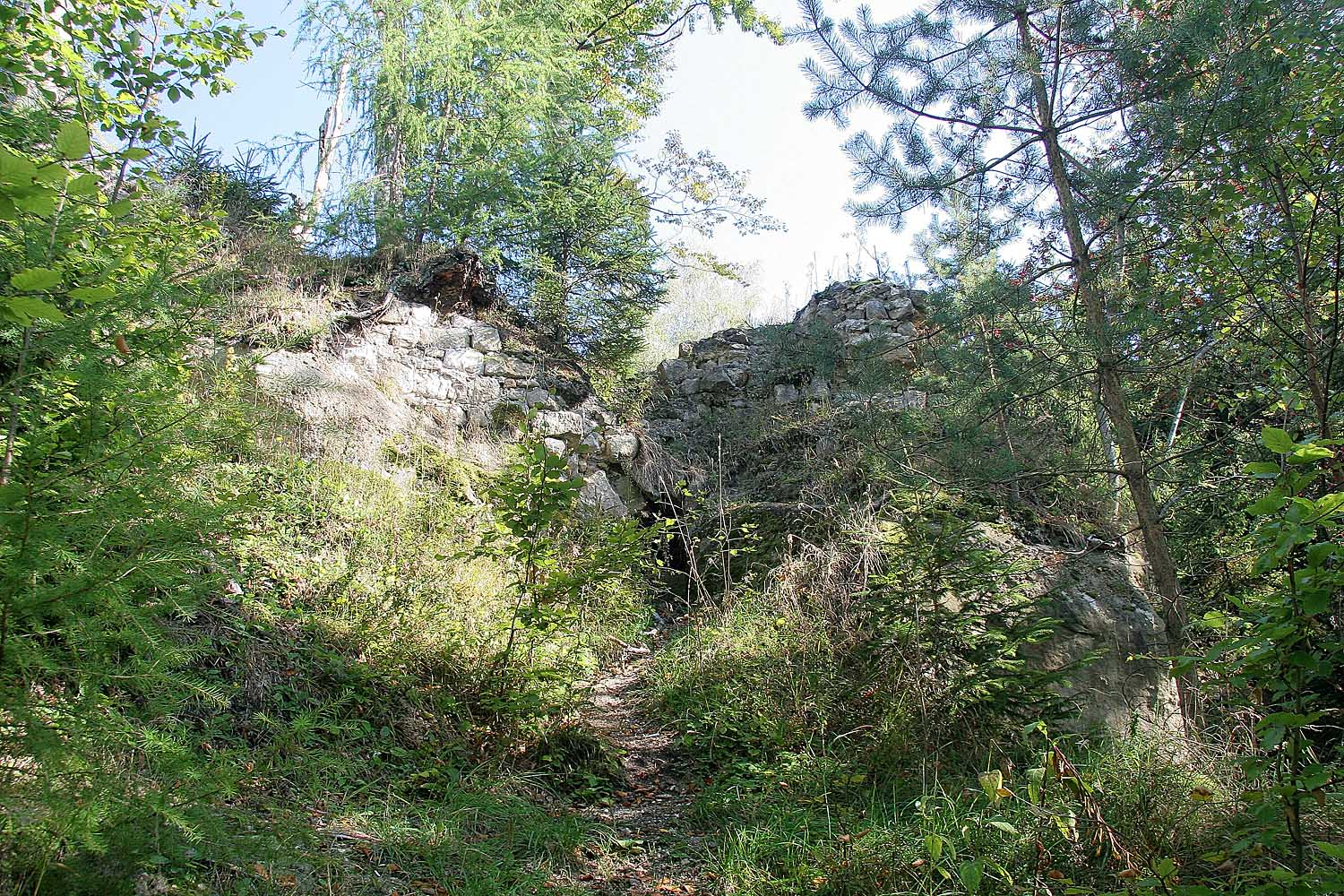
Weg zum Karlsfried

Karlsfried ist die Ruine einer Höhenburg im Zittauer Gebirge. Sie liegt ungefähr auf halbem Wege zwischen der Zittauer Ortschaft Eichgraben und Lückendorf auf einem felsigen  Ausläufer des Straßberges über der Staatsstraße 132, die hier über den Stoßsattel zwischen Straßberg und Heideberg führt.

## Geschichte
Die Burg Karlsfried wurde im Jahr 1357 auf Befehl des Kaisers Karl IV. durch Burggraf Ulrich Tista von Liebstein errichtet. Sie war nicht als Residenz vorgesehen, sondern diente als befestigte Zollstation an der Gabler Straße, einem Handelsweg zwischen dem böhmischen Kernland und der Oberlausitz, der von Prag über Gabel nach Zittau führte. Hier wurde Zoll erhoben; außerdem bot die Burg Händlern Unterkunft und Geleit. 1364 wurde Zittau Pächter der Burg für 300 Schock Prager Groschen.
1412 übernahm Landvogt Hinko Berka von Dubá die Burg.
Im Jahr 1421 hielt die Burg einer Belagerung durch die Hussiten stand, wurde dann aber bei einer zweiten Belagerung im Januar 1424 niedergebrannt.
Danach wurde die Burg noch einmal unter Kaiser Sigismund aufgebaut. Ihr neuer Besitzer Jan von Wartenberg unternahm von dort aus Raubzüge in die Umgebung. Um dies zu unterbinden, kaufte die Stadt Zittau die Burg im Jahr 1442 auf und ließ sie niederreißen. Viele ihrer Trümmer wurden fortgebracht und in der Umgebung als preiswertes Baumaterial wiederverwendet. So wurden z. B. im Jahre 1690 Steine für die Lückendorfer Kirche abgebrochen. Der restliche Abbruch erfolgte 1721 als Baumaterial für Zittau.

## Gegenwart
Übrig geblieben sind vom Karlsfried bis heute die Reste eines Eingangsturms und eines kleinen Palas mit viereckigem Bergfried. Zu erkennen ist auch noch der Wall, der im Tal unterhalb der Burg die durch Umgehung des Straßenzwangs entstandenen Hohlwege unpassierbar machte. Dieser Burgtyp wird in der deutschen Literatur auch „Talsperre“ genannt.
Die Ruine Karlsfried liegt heute unscheinbar im Wald, direkt neben der Autostraße Zittau–Lückendorf. Sie ist sowohl von der Straße aus als auch aus östlicher Richtung über Wanderwege zu Fuß erreichbar und kann jederzeit kostenlos besichtigt werden. Es finden jedoch keine Führungen statt, und außer einer nahe gelegenen Schutzhütte und gut ausgeschilderten Wanderwegen ist dort auch keinerlei Infrastruktur vorhanden.